# Ettore Biocca
Ettore Biocca, né à Rome le 10 juillet 1912 et mort dans la même ville le 21 avril 2001, était un médecin et un anthropologue italien. Il s’est rendu célèbre notamment par la publication du livre Yanoama (en), dans lequel il transcrit les mémoires d’une femme brésilienne ayant vécu une vingtaine d’années chez les Indiens yanomamis, qui l’avaient enlevée.

## Biographie
Ettore Biocca entreprend des études de médecine en 1929 et devient docteur en 1935 à l’université Sapienza de Rome, où il mènera après guerre une carrière d’enseignant et de chercheur en parasitologie. La déclaration de guerre l’ayant surpris à l’étranger, il y reste et passe les années de guerre à São Paulo, au Brésil. Il mène une première expédition scientifique dans la forêt équatoriale en 1943-44. Rentré en Italie en 1946, il devient professeur titulaire en 1952, dirige l’Istituto di parassitologia de l’université Sapienza de 1953 à 1983, est secrétaire général du VIe Congrès international de microbiologie à Rome en 1954, cofonde et dirige à partir de 1959 la revue Parassitologia, mène une deuxième expédition scientifique dans la forêt amazonienne en 1962-63, préside le premier Congrès international de parasitologie à Rome en 1964, dirige l’Istituto italiano di antropologia de 1968 à 1971. En 1980 il s’oppose à l’attribution du titre de docteur honoris causa de la Sapienza à Andreï Sakharov, jugeant la démarche « anti-soviétique ». Il prend sa retraite en 1987.

## Yanoama
Le CNR (Consiglio Nazionale delle Ricerche, organisme public italien) a financé la deuxième et dernière expédition scientifique d’Ettore Biocca dans la forêt tropicale brésilienne, plus précisément dans la région du haut Rio Negro et des sources de l’Orénoque, territoire des Indiens yanomamis, aux confins du Brésil et du Venezuela, de novembre 1962 à juillet 1963. Biocca rencontre là une informatrice précieuse en la personne d’Helena (ou Elena) Valero, qui connaît bien les mœurs, les croyances et la langue des Yanomamis. Au fil de longues heures d’enregistrement, il accumule des données sur la culture des indigènes, mais découvre aussi ce qu’a été le destin peu commun d’Helena, fille de petits colons brésiliens : enlevée à l’âge de 11 ans par les Yanomamis lors d’une attaque, elle a passé plus de vingt ans parmi eux, de 1939 à 1961, épousant successivement deux maris, ayant deux enfants avec chacun, avant de revenir parmi les Blancs. Aussi Biocca décide-t-il, une fois rentré en Italie, de publier, outre quatre volumes de matériaux proprement ethnologiques (sous le titre Viaggi tra gli Indi), un livre rapportant les souvenirs personnels d’Helena Valero, en quelque sorte son autobiographie :  Yanoáma, dal racconto di una donna rapita dagli Indi . Paru en 1965, le livre rencontre un succès public. Il est traduit en français en 1968 (Yanoama, Récit d'une femme brésilienne enlevée par les Indiens), en anglais en 1969, en allemand en 1972.
En France, les milieux universitaires réservent à l’ouvrage un accueil mitigé. En janvier 1969, dans la revue L’Homme, Pierre Clastres en fait un éloge, déclarant éprouver « respect » et « sympathie » pour ce « livre éclatant », et de l’admiration pour la protagoniste, tout en redoutant que les nombreuses scènes de guerre et de violence n’inspirent au lecteur des « impressions défavorables ». Le même mois, Robert Jaulin publie dans Le Monde une analyse qu’il conclut abruptement en accusant Biocca d’avoir eu « l’audace d’imposer son nom en place de celui d’Héléna Valero, au titre d’auteur de Yanoama ». Le mois suivant, Le Monde publie simultanément une lettre d’Ettore Biocca (protestant de sa bonne foi et arguant du fait qu’il était bien le concepteur et le réalisateur du livre, basé sur de multiples fragments des propos enregistrés) et une réponse de Jaulin, persistant à considérer que le livre est plus l’œuvre de Valero que de Biocca. Le 1er mars 1969, Le Monde publie une nouvelle mise au point de Biocca, précisant que le livre n’a pas été dicté tel quel par Valero mais résulte d’un long travail d’élaboration, et que la dame n’a pas souhaité être considérée comme l’auteur. À la suite de quoi le journal donne acte au professeur « de son droit à se considérer comme l’auteur du livre ».
Il est de nouveau question de Yanoama dans Le Monde quand, le 25 octobre 1970, Yves Florenne consacre une partie de sa « Revue des revues » à reprendre, semble-t-il sans avoir lu le livre lui-même, l’analyse qu’en a donnée Jacques Lizot deux mois auparavant dans la revue Critique. Spécialiste des Yanomamis, Lizot accable de reproches le récit, qui selon lui comporte des inexactitudes (notamment dans la transcription des noms indigènes), exagère le rôle de la violence chez les Indiens (comme l’avait suggéré Clastres), et devrait porter la signature de Valero (argument de Jaulin). Le Monde publiera en décembre une lettre de protestation de Biocca.
En 1984 paraît au Venezuela une nouvelle version de la vie d’Helena Valero, cette fois-ci en espagnol et sans l’intervention d’Ettore Biocca. Jacques Lizot en rendra compte en 1987, regrettant là encore la place accordée à la violence, mais admettant quand même qu’Helena « vécut en effet dans la crainte presque constante d’être battue ou tuée ».

### Ecrits d'Ettore Biocca
- 1947. "Contribuição para o estudo antropométrico dos Indios Tukano". São Paulo, Universidade.
- 1954. "Pesquisas sôbre o método de preparação do curare pelos índios", in Revista do Museu Paulista, São Paulo, volume VIII, p. 165-226 + XIV planches. http://etnolinguistica.wdfiles.com/local--files/biblio%3Abiocca-1954-pesquisas/Biocca_1954_PesquisasMetodoPrepCurare.pdf
- 1956. « Classificazione dei protozoi e proposta di una nuova classe ». Atti della Accademia nazionale dei Lincei, 1956 (8) 21, p. 453–455.
- 1965-66. Viaggi tra gli Indi (4 volumi). Roma, Consiglio Nazionale delle Ricerche.
- 1965. Yanoáma : dal racconto di una donna rapita dagli Indi. Bari : Leonardo da Vinci editrice. http://etnolinguistica.wdfiles.com/local--files/biblio%3Abiocca-1965-yanoama/biocca_1965_yanoama.pdf (Edition française : Yanoama, Récit d’une femme brésilienne enlevée par les Indiens, Librairie Plon (collection Terre Humaine) 1968).
- 1969. Mondo yanoama, appunti di un biologo. Bari : De Donato Editore.
- 1970. « Studio su informazione, deformazione, diffamazione tra comunità cosi dette primitive e comunità cosi dette civilizzate », in Rivista Antropologia, 1970, 57, p. 27-38.
- 1974. Strategia del terrore : il modello brasiliano. Bari : De Donato Editore.